# Nasho-See
Der Nasho-See ist ein Binnensee im Distrikt Kayonza in der Ostprovinz Ruandas und bildet die südliche Grenze des Akagera-Nationalparks.

## Beschreibung
Der See liegt in der Ostprovinz im Nasho-Becken auf einer Höhe von ungefähr 1300 Metern. Etwa 8 Kilometer vom nordöstlichen Ende des Sees entfernt befindet sich die Grenze nach Tansania. Der Nasho-See erstreckt sich über eine Länge von etwa 9 Kilometern von Westen nach Osten und hat dabei nur eine Breite von weniger als einem Kilometer. Südöstlich liegt der Cyambwe-See, von dem der Nasho-See nur durch eine schmale Landbrücke getrennt ist.

## Ökologie
Der See ist dicht mit Papyrus (Cyperus papyrus) und Seerosen (Nymphea nouchallii) bewachsen. Im See lebt durch die Nähe zum Akagera-Nil (mit dem Nasho-See über die Akagera-Sümpfe verbunden) eine große Population an Haplochromini, Nilpferden sowie Krokodilen.